# 西奥多罗斯
西奥多罗斯（英語：Theodorus of Cyrene），活动于公元前5世纪前后。古希臘数学家，生于北非的昔兰尼，卒于同地。起初为哲学家普罗泰戈拉的门生，后转而研究数学（尤其是几何学）。柏拉图和塞阿埃特图斯均师从于他。他进一步发展了其在无理数方面的研究。